# Стус, Владимир Иванович
Владимир Иванович Стус (21 мая 1934, Баку — 30 мая 2025) — советский военный деятель, начальник войск Краснознаменного Западного пограничного округа КГБ СССР. Депутат Верховного Совета УССР 11-го созыва (с 1986 года). Народный депутат Украины 1-го созыва. Член ЦК КПУ в 1986—1991 годах.

## Биография
Родился в семье пограничника.
В 1951—1953 годах — курсант Московского пограничного училища МВД СССР. В 1953—1955 годах — курсант махачкалинского пограничного училища МВД СССР.
В 1955—1956 годах — командир взвода 346-го отдельного дорожно-строительного батальона в поселке Большая Ижора Ленинградской области. В 1956—1959 годах — контроллер контрольно-пропускного пункта «Батуми» 37-го пограничного отряда КГБ СССР.
Член КПСС с 1958 года.
В 1959—1962 годах — курсовой офицер, преподаватель Московского пограничного училища КГБ СССР.
В 1962—1965 годах — слушатель Военной академии имени Фрунзе.
В 1965—1966 годах — начальник боевой подготовки 129-го пограничного отряда Восточного пограничного округа в городе Пржевальский Киргизской ССР.
В 1966—1967 годах — преподаватель тактики Московского пограничного училища КГБ СССР. В 1967—1971 годах — офицер штаба Главного управления пограничных войск КГБ СССР.
В 1971—1975 годах — начальник штаба, заместитель начальника, начальник 44-го пограничного отряда Закавказского пограничного округа КГБ СССР.
В 1975—1977 годах — слушатель Военной академии Генерального штаба Вооруженных Сил СССР имени Ворошилова.
В 1977—1981 годах — заместитель начальника войск — начальник штаба войск Забайкальского пограничного округа КГБ СССР.
В 1981—1982 годах — заместитель начальника штаба — начальник оперативного управления пограничных войск КГБ СССР.
В июне 1982 — июне 1985 года — начальник войск Дальневосточного пограничного округа КГБ СССР.
В июне 1985 — августе 1990 года — начальник войск Краснознаменного Западного пограничного округа КГБ СССР.
Делегат XXVII съезда КПСС. 
С 1991 года — в отставке. Пенсионер в Киеве.

## Звание
- генерал-лейтенант (1987)

## Награды
- орден Богдана Хмельницкого 3-й ст. (.02.2004)
- орден Трудового Красного Знамени
- орден Красной Звезды
- 15 медалей